# Herbert Blaha
Herbert Blaha (* 9. Oktober 1918 in Bamberg; † 14. Juli 2002) war ein deutscher Thoraxchirurg und Lungenspezialist, einer der bekanntesten in der Bundesrepublik Deutschland nach dem Zweiten Weltkrieg.

## Leben
Blaha war nach seiner Gymnasialzeit im Kloster Metten und am Wilhelmsgymnasium München (dort 1937 Abitur) Gebirgsjäger im Zweiten Weltkrieg. Im Januar 1944 machte er sein Staatsexamen der Medizin in München und arbeitete von 1945 bis 1948 in Schönbrunn bei Dachau, einem Ausweichkrankenhaus der Stadt München. Von 1948 bis 1949 wechselt er an die II. Medizinische Klinik der Universität München.
Nach seiner Ernennung zum Facharzt für Lungenkrankheiten wirkte Blaha zwischen 1949 und 1953 an der Lungenklinik Hemer, 1953 bis 1956 in Bagdad, am Prinz Abdul Ilah Hospital und 1956 bis 1965 an der Chirurgischen Universitätsklinik Frankfurt am Main. Es folgte eine Ernennung zum Facharzt für Chirurgie.
Im Jahr 1963 schloss er seine Habilitation mit dem Thema „Neuere Techniken der Lungen- und Bronchialchirurgie“ ab. Er war von 1965 bis 1983 Chefarzt und ärztlicher Direktor des Zentralkrankenhauses Gauting der Landesversicherungsanstalt Oberbayern und von 1975 bis 1976 Präsident der Deutschen Gesellschaft für Lungenheilkunde und Tuberkulose. 1982 wirkte er als Präsident der Bayerischen Chirurgen. Er erhielt das Bundesverdienstkreuz.